# Volo Hewa Bora Airways 122
Il 15 aprile 2008, il volo Hewa Bora Airways 122, operato da un Douglas DC-9-51, si schiantò in una zona residenziale e di mercato di Goma, nella Repubblica Democratica del Congo, immediatamente a sud dell'aeroporto Internazionale di Goma, dopo non essere riuscito a decollare a causa di un'avaria a uno dei motori.

## L'aereo
Il velivolo coinvolto era un Douglas DC-9-51, immatricolato 9Q-CHN, con numero di serie 47731 e numero di linea 860. Volò per la prima volta nel luglio del 1977 e venne consegnato alla Eastern Air Lines il mese successivo. Passò poi a Trans World Airlines e a Allegiant Air, prima di essere acquistato da Hewa Bora Airways nel giugno 2005, con immatricolazione 3D-BOA, poi S9-DBH e infine 9Q-CHN. Era equipaggiato con due motori turboventola Pratt & Whitney JT8D-17.

## Contesto
La parte orientale della RDC era stata in guerra per decenni, mentre varie fazioni cercavano il controllo delle risorse minerarie. Goma era un centro per il trasporto aereo di cassiterite (minerale di ossido di stagno) dal Nord-Kivu.
L'Unione Europea aveva inserito tutte le compagnie aeree della RDC nell'elenco delle compagnie aeree vietate nell'UE. La HBA aveva ottenuto un'unica deroga per un singolo Boeing 767-266ER numero di coda 9Q-CJD, numero di costruzione 193H-1209, ma anche questo era stato rimosso l'11 aprile 2008. Inoltre, nella RDC erano avvenuti incidenti molto simili nell'ottobre precedente, nella capitale Kinshasa, e nel 1996, in aree residenziali o di mercato. Poiché la RDC aveva pochissime strade percorribili, la maggior parte delle merci veniva trasportata per via aerea e i mercati erano comuni vicino alle piste d'atterraggio.
Hewa Bora Airways operava all'epoca con diversi tipi di aerei, nessuno dei quali moderno.
Goma si trova nella Great African Rift Valley, attiva dal punto di vista vulcanico. Un vulcano, il Nyiragongo, è così vicino che la sua eruzione del gennaio 2002 distrusse l'estremità nord della pista 18/36, lasciando solo 2 chilometri per le operazioni degli aerei. L'aeroporto internazionale di Goma si trova a 5 089 piedi (1 551 m) di altitudine e la temperatura a metà pomeriggio è di circa 22 °C. Questi fattori ridurrebbero il peso massimo al decollo (MTOW) sulla pista di 1 995 metri da 55 tonnellate a meno di 45 tonnellate. Un altro rapporto afferma che solo 1 600-1 800 m della pista erano utilizzabili.[7] Se la più bassa di queste cifre fosse corretta, il MTOW corrispondente si ridurrebbe di altre 3 tonnellate.

## L'incidente
L'aereo stava partendo da Goma diretto a Kisangani. Secondo il direttore della RVA, il motore numero uno prese fuoco dopo 300 metri. L'incendio si trasformò in un'avaria al motore non contenuta. L'aereo uscì di pista e si schiantò alle 14:30 ora locale (12:30 UTC), colpendo case, negozi e bancarelle. Il luogo dell'incidente si trovava presso il mercato di Birere, sull'Avenue du 20 Mai, appena oltre l'estremità sud della pista 18.
A bordo del volo c'erano 86 passeggeri e otto membri dell'equipaggio. Tre passeggeri e 37 persone a terra rimasero uccise nell'incidente. Altri 40 passeggeri e 71 persone a terra rimasero feriti.
Il vescovo metropolitano greco-ortodosso dell'Africa centrale Ignatios era tra i sopravvissuti dell'incidente. Un altro sopravvissuto non congolese era un ingegnere di Alcatel di nome Selami Mordeniz. Il quarto giorno vennero recuperati altri resti, portando il bilancio a 44 vittime, mentre 13 erano ancora dispersi e 60 erano stati salvati. Un ulteriore ritrovamento, unito a due morti in ospedale, portò il bilancio a 47 al 19 aprile. La clinica Heal Africa curò molti dei feriti. Uno di quelli ancora dispersi dopo 48 ore era un operatore umanitario del gruppo Medici senza frontiere.

## Le indagini
L'aeroporto non disponeva di attrezzature antincendio funzionanti. La risposta iniziale all'incidente coinvolse diverse agenzie internazionali presenti a Goma, tra cui diverse organizzazioni delle Nazioni Unite (MONUC, Ufficio per il coordinamento degli affari umanitari, UNICEF, Organizzazione Mondiale della Sanità) e anche Medici senza frontiere e la Croce Rossa Internazionale. I membri del 6º Battaglione di Fanteria Leggera Sikh dell'Esercito indiano, distaccati sul posto come parte della Brigata Nord Kivu della Missione ONU in Congo (MONUC), entrarono in azione per salvare 6 sopravvissuti e recuperare 18 corpi. Il personale dell'esercito indiano venne coinvolto anche nel controllo iniziale della folla e nell'impedire che l'incendio che si sviluppasse e si diffondesse nelle aree densamente popolate vicine. Entrambi i registratori di volo vennero recuperati.
Un giornale di Kinshasa, Le phare, riferì che gli aeroporti di tutto il Paese utilizzavano ancora infrastrutture vecchie di cinquant'anni, risalenti all'epoca coloniale belga.
Due giorni dopo l'incidente, il governo della RDC si impegnò a effettuare le riparazioni delle piste trascurate dal gennaio 2002. Un'organizzazione locale per i diritti umani ha attribuito la responsabilità al governo della RDC:
(Radio Okapi 2008-04-21)
Il governo tedesco sponsorizzò un progetto triennale da 15 milioni di euro per riabilitare i 1.100 metri di pista sepolta a seguito dell'incidente di Hewa Bora, ma i lavori vennero sospesi quando un altro aereo, gestito dalla CAA (Compagnie Africaine d'Aviation), uscì di pista e finì sulla lava nel novembre 2009.
Nel 2015, la Banca Mondiale sbloccò 52 milioni di dollari per completare i lavori.